# Epsendorf
Epsendorf ist eine Ortschaft im Stadtteil Glehn und liegt südöstlich von Korschenbroich im nordrhein-westfälischen Rhein-Kreis Neuss. Epsendorf befindet sich zwischen den Ortschaften Glehn und Lüttenglehn und hat etwa 500 Einwohner.

## Verkehr
Die nächste Autobahnanschlussstelle ist Grevenbroich-Kapellen auf der A 46. Der nächste S-Bahnhof ist Büttgen.

## Geschichte
Bis zur Gebietsreform, die am 1. Januar 1975 wirksam wurde, gehörte Epsendorf zur Gemeinde Glehn. Seitdem bildet Epsendorf gemeinsam mit den Ortschaften Glehn, Schlich, Lüttenglehn und Scherfhausen den Stadtteil Glehn, der zur Stadt Korschenbroich gehört.
Koordinaten: 51° 10′ N, 6° 36′ O